# Parafia św. Jadwigi Królowej w Tomaszowie Mazowieckim
Parafia św. Jadwigi Królowej w Tomaszowie Mazowieckim – parafia rzymskokatolicka leżąca na terenie archidiecezji łódzkiej w dekanacie tomaszowskim, na największym osiedlu mieszkaniowym w Tomaszowie Mazowieckim – Niebrowie.
Kościół parafialny został zbudowany w latach 1986–1999 w stylu nowoczesnym, konsekrowany 31 października 1999. 

## Grupy parafialne
Ruch Światło-Życie, Wspólnota Odnowy w Duchu Świętym, Żywa Róża, Rycerstwo Niepokalanej, III Zakon św. Franciszka, Akcja Katolicka, chór parafialny, schola dziecięca, młodzieżowa i dorosłych, liturgiczna służba ołtarza, asysta parafialna, Bractwo Eucharystyczne, Towarzystwo Przyjaciół WSD w Łodzi.

## Galeria

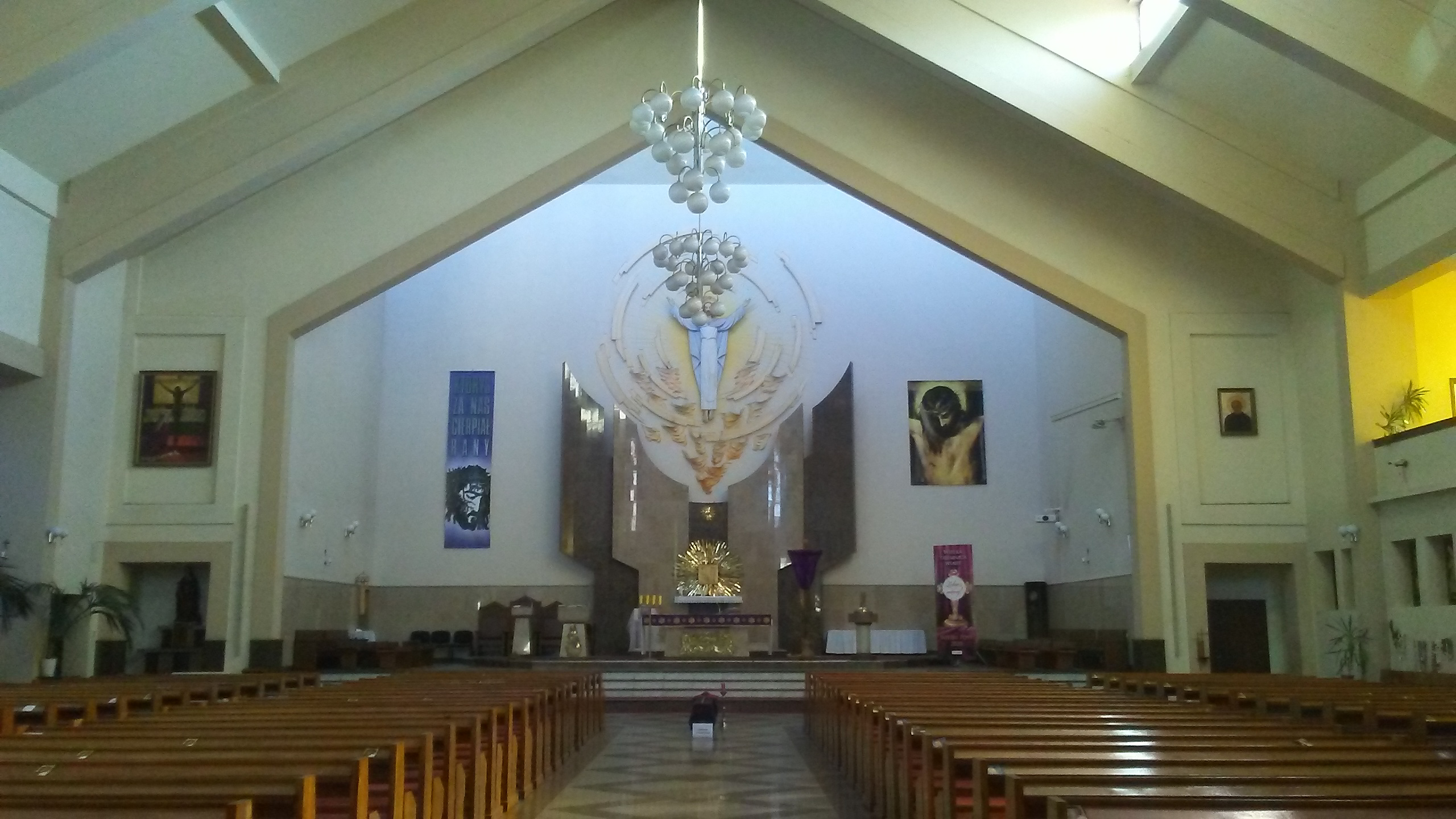
Wewnątrz świątyni
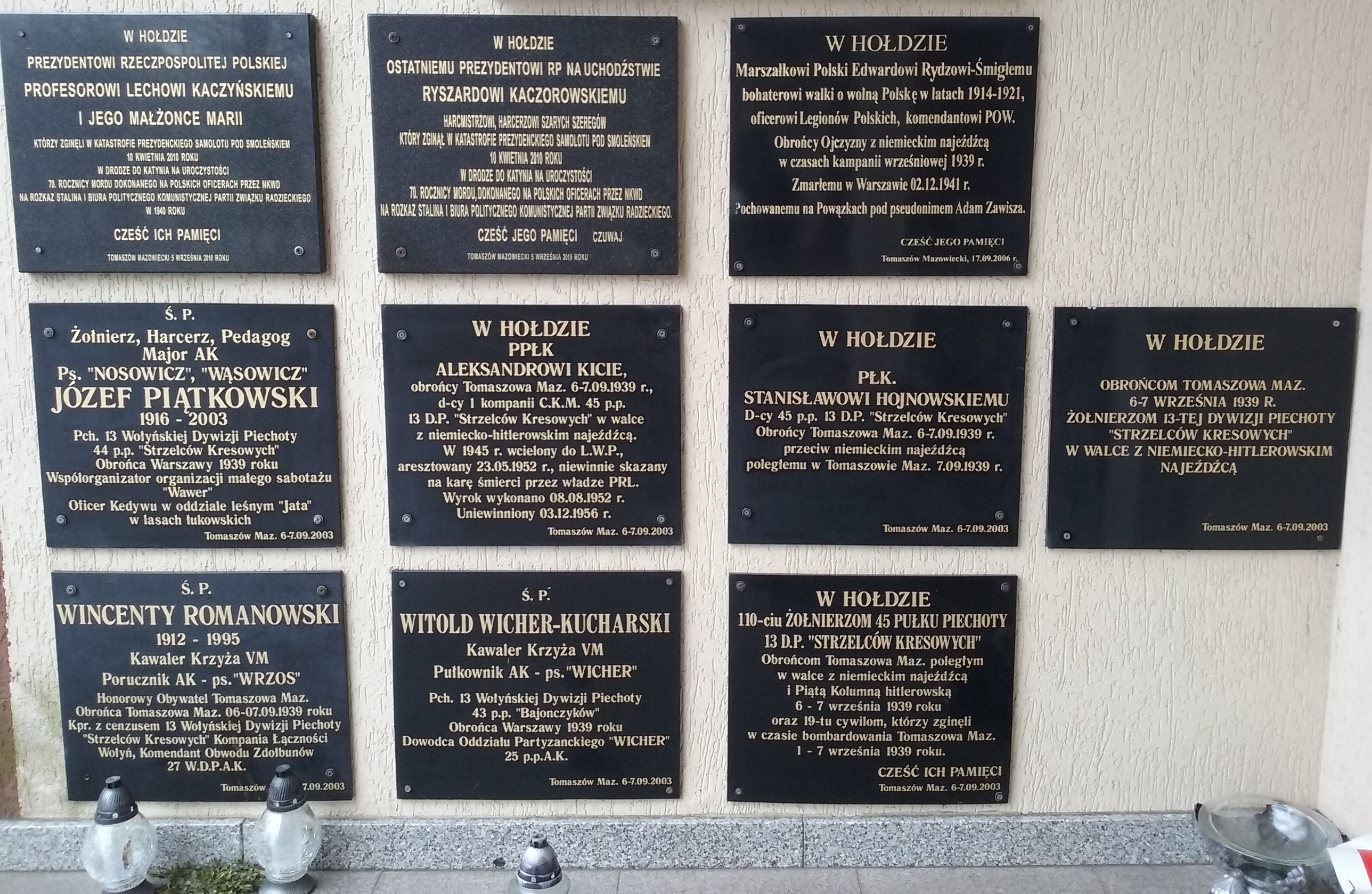
Epitafia  w kruchcie kościoła
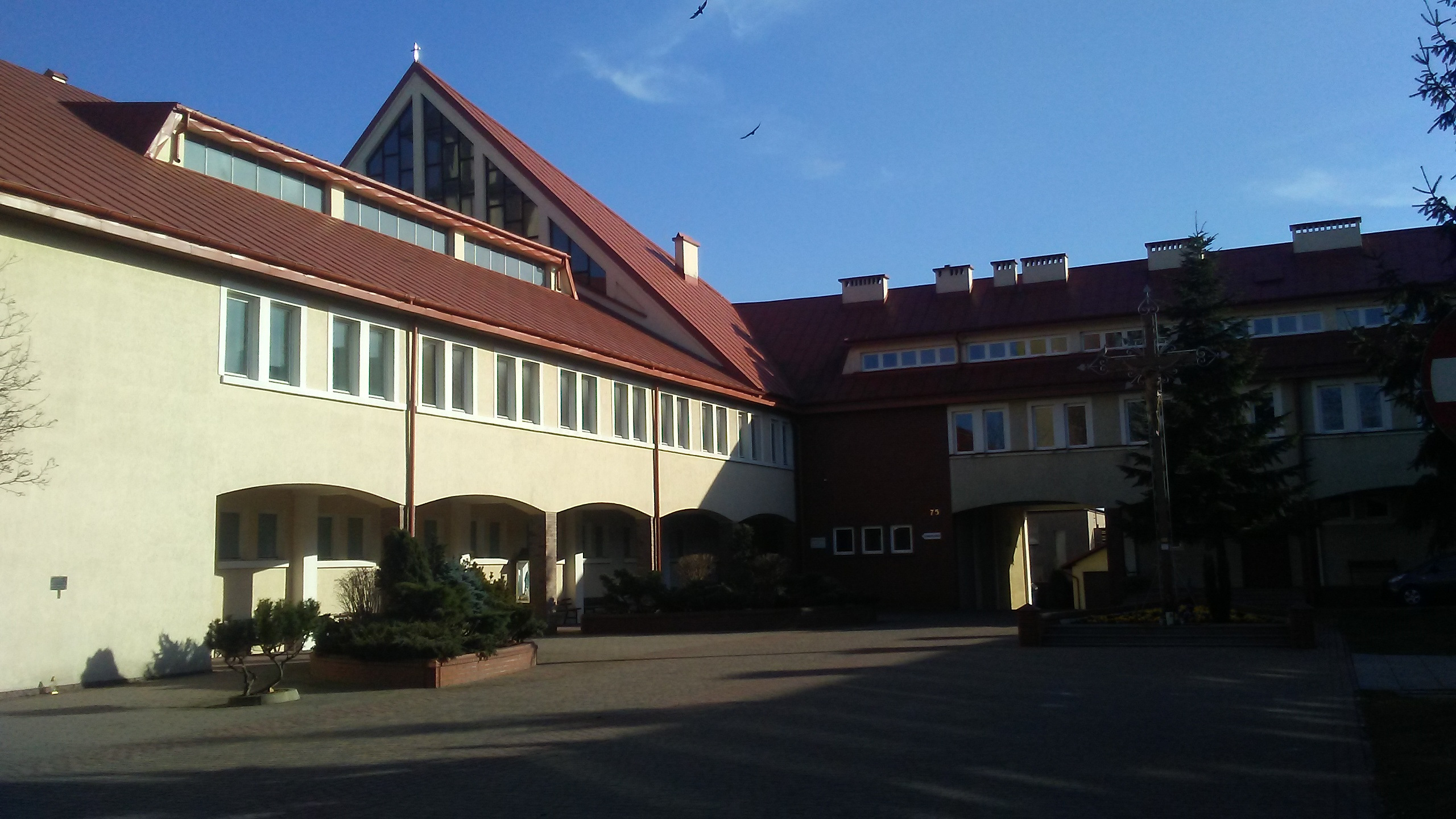
Kościelny dziedziniec